# Récif Barque Canada
Le récif Barque Canada (en anglais Barque Canada Reef, en tagalog Bahura ng Mascarado/Magsaysay, en malais Terumbu Perahu, en vietnamien Bãi Thuyền Chài, en mandarin Bǎi jiāo (en sinogramme traditionnel 柏礁)), est un récif des îles Spratleys dans la mer de Chine méridionale. Le récif est occupé par le Viêt Nam depuis 1987. Il est également revendiqué par la république populaire de Chine, la Malaisie, les Philippines, le Viêt Nam et Taïwan,.

## Caractéristiques
Barque Canada Reef est un atoll corallien, peu profond, long (près de 30 km) et étroit (moins de 4 km au point le plus large) situé dans la zone de Dangerous Ground. L'île la plus proche est la caye Amboyna, à un peu plus de 20 milles marins au sud-ouest.

## Expansion par le Viêt Nam
Le gouvernement vietnamien a lancé un projet majeur visant à développer le récif Barque Canada en 2022. Cette activité impliquait le dragage et la remise en état des terres, ainsi que la construction de nouvelles structures telles que des ports et des digues.
Les travaux ont commencé sur le récif Barque Canada lorsqu'un canal a été dragué dans la section sud-est du récif en novembre 2021, avant que les travaux de mise de remblaiement ne commencent dans la section nord-est en mai 2022. La superficie du remblaiement du récif Barque Canada, s'élève alors déjà à 23,5 hectares.
Entre décembre 2022 et novembre 2023, le Viêt Nam a remblayé 133,5 hectares supplémentaires de terres au sein de l'archipel des Spratleys portant son total de constructions à 304,5 hectares, selon le rapport de l'Asia Maritime Transparency Initiative.
Autrefois l'un des plus petits avant-postes du Viêt Nam, plus de 210 acres de nouvelles terres ont été créées sur le récif Barque Canada en 2023, ce qui en fait désormais le plus grand élément occupé par les Vietnamiens en mer de Chine méridionale,.
Mi-2024, la superficie de l'île remblayée s'établit à 1,6 km².
Le récif Barque Canada reste le plus grand avant-poste du Viêt Nam en 2024, ayant presque doublé en passant de 238 acres (96,31 hectares) en novembre 2023 à 412 acres (166,73 hectares) en juin 2024.